# آيل بالومار (بوينس آيرس)
آيل بالومار (بالإسبانية: El Palomar, Buenos Aires)‏ هي منطقة سكنية تقع في الأرجنتين في (تريس دي فيبريرو بارتيدو). يقدر عدد سكانها بـ 74,757 نسمة وترتفع عن سطح البحر 6 متر.

## المناخ
يظهر الجدول التالي التغييرات المناخية على مدار السنة لآيل بالومار:
| البيانات المناخية لـآيل بالومار          | البيانات المناخية لـآيل بالومار | البيانات المناخية لـآيل بالومار | البيانات المناخية لـآيل بالومار | البيانات المناخية لـآيل بالومار | البيانات المناخية لـآيل بالومار | البيانات المناخية لـآيل بالومار | البيانات المناخية لـآيل بالومار | البيانات المناخية لـآيل بالومار | البيانات المناخية لـآيل بالومار | البيانات المناخية لـآيل بالومار | البيانات المناخية لـآيل بالومار | البيانات المناخية لـآيل بالومار | البيانات المناخية لـآيل بالومار |
| الشهر                                    | يناير                           | فبراير                          | مارس                            | أبريل                           | مايو                            | يونيو                           | يوليو                           | أغسطس                           | سبتمبر                          | أكتوبر                          | نوفمبر                          | ديسمبر                          | المعدل السنوي                   |
| ---------------------------------------- | ------------------------------- | ------------------------------- | ------------------------------- | ------------------------------- | ------------------------------- | ------------------------------- | ------------------------------- | ------------------------------- | ------------------------------- | ------------------------------- | ------------------------------- | ------------------------------- | ------------------------------- |
| الدرجة القصوى °م (°ف)                    | 38.8 (101.8)                    | 38.9 (102.0)                    | 36.0 (96.8)                     | 33.5 (92.3)                     | 31.5 (88.7)                     | 27.9 (82.2)                     | 29.4 (84.9)                     | 33.5 (92.3)                     | 32.1 (89.8)                     | 32.8 (91.0)                     | 35.5 (95.9)                     | 39.7 (103.5)                    | 39.7 (103.5)                    |
| متوسط درجة الحرارة الكبرى °م (°ف)        | 29.9 (85.8)                     | 28.5 (83.3)                     | 26.5 (79.7)                     | 22.5 (72.5)                     | 18.9 (66.0)                     | 15.7 (60.3)                     | 15.1 (59.2)                     | 17.4 (63.3)                     | 19.2 (66.6)                     | 22.3 (72.1)                     | 25.2 (77.4)                     | 28.3 (82.9)                     | 22.5 (72.5)                     |
| المتوسط اليومي °م (°ف)                   | 24.1 (75.4)                     | 22.9 (73.2)                     | 20.9 (69.6)                     | 16.7 (62.1)                     | 13.1 (55.6)                     | 10.2 (50.4)                     | 9.6 (49.3)                      | 11.6 (52.9)                     | 13.6 (56.5)                     | 16.8 (62.2)                     | 19.7 (67.5)                     | 22.4 (72.3)                     | 16.8 (62.2)                     |
| متوسط درجة الحرارة الصغرى °م (°ف)        | 18.1 (64.6)                     | 17.3 (63.1)                     | 15.5 (59.9)                     | 11.4 (52.5)                     | 7.9 (46.2)                      | 5.5 (41.9)                      | 4.8 (40.6)                      | 6.2 (43.2)                      | 8.0 (46.4)                      | 11.2 (52.2)                     | 13.7 (56.7)                     | 16.4 (61.5)                     | 11.3 (52.3)                     |
| أدنى درجة حرارة °م (°ف)                  | 6.5 (43.7)                      | 6.0 (42.8)                      | 1.5 (34.7)                      | −1.0 (30.2)                     | −5.0 (23.0)                     | −8.0 (17.6)                     | −7.0 (19.4)                     | −6.4 (20.5)                     | −3.6 (25.5)                     | −1.5 (29.3)                     | 1.0 (33.8)                      | 2.6 (36.7)                      | −8.0 (17.6)                     |
| الهطول مم (إنش)                          | 117.5 (4.63)                    | 115.0 (4.53)                    | 121.9 (4.80)                    | 104.3 (4.11)                    | 78.9 (3.11)                     | 49.7 (1.96)                     | 50.3 (1.98)                     | 54.5 (2.15)                     | 57.2 (2.25)                     | 117.7 (4.63)                    | 106.6 (4.20)                    | 105.9 (4.17)                    | 1٬079٫5 (42.50)                 |
| متوسط أيام هطول الأمطار (≥ 0.1 mm)       | 7.6                             | 7.3                             | 7.9                             | 8.0                             | 6.0                             | 6.0                             | 5.9                             | 6.0                             | 6.6                             | 9.0                             | 8.5                             | 7.9                             | 86.7                            |
| متوسط الرطوبة النسبية (%)                | 65.8                            | 70.8                            | 74.9                            | 78.9                            | 80.7                            | 81.0                            | 79.4                            | 75.9                            | 72.3                            | 71.9                            | 68.9                            | 65.8                            | 73.9                            |
| المصدر: Servicio Meteorológico Nacionall |                                 |                                 |                                 |                                 |                                 |                                 |                                 |                                 |                                 |                                 |                                 |                                 |                                 |

## أعلام
- حزقيال ألفاريز
- خورخي دون
- غوستافو سانتوللا